# Sant’Arpino
 Sant’Arpino  község (comune) Olaszország Campania régiójában, Caserta megyében.

## Fekvése
A megye déli részén fekszik, Nápolytól 10  km-re délkeletre, Caserta városától 12 km-re délkeleti irányban. Határai: Cesa, Frattamaggiore, Frattaminore, Grumo Nevano, Orta di Atella, Sant’Antimo és Succivo.

## Története
A települést valószínűleg az 5. században alapították az elpusztított ókori város, Atella lakosai. A következő századokban nemesi birtok volt. A 19. században nyerte el önállóságát, amikor a Nápolyi Királyságban felszámolták a feudalizmust.

## Népessége
A népesség számának alakulása:

## Főbb látnivalói
- Palazzo Ducale Sanchez de Luna
- Palazzo Magliola
- Palazzo Zarrillo
- San Francesco di Paola-templom
- San Elpidio-templom
- Madonna della Maddalena-templom